# Église Saint-André de Saint-André-sur-Orne
L'église Saint-André de Saint-André-sur-Orne est une église catholique située à Saint-André-sur-Orne, en France .

## Localisation
L'église est située dans le département français du Calvados, sur la commune de Saint-André-sur-Orne. La commune se dénommait Saint-André-de-Fontenay jusqu’en 1911.

## Historique
L'édifice date du XIIIe siècle. L'abbaye Saint-Étienne de Fontenay nommait à la cure. Des tombes étaient sans doute présentes dans l'édifice.
Les fenêtres de l'édifice ont été agrandies sauf une selon Arcisse de Caumont. Une porte extérieure avec archivolte donnant accès au chœur a été bouchée.
La nef a été rehaussée selon Arcisse de Caumont et le même hésite quant à sa datation entre le XIIIe et le XIVe.
Une sacristie a été accolée au chevet de l'édifice au XIXe siècle,.
Un lambris a été posé dans le chœur au XIXe siècle, au grand regret de Caumont, et un nouveau sol de pavés est signalé par le même.
L'édifice est inscrit au titre des monuments historiques en partie car le chœur du XIIIe siècle l’est depuis le 16 septembre 1937.

## Architecture
Le chœur et la nef sont rectangulaires et une tour se situe au sud. 
Le chœur est selon Arcisse de Caumont de l'« époque de transition », avec contreforts et modillons à figures ou géométriques. L'intérieur de cette partie de l'église présente selon le même auteur « beaucoup d'intérêt », en raison d'une arcade ogivale en forme de fer à cheval, et surtout du fait de la voûte dont la forme, comportant des « renflements et dépressions alternatifs », « (la) rattache (...) à une école d'architecture étrangère au pays ».
La nef est moins bien conservée et a perdu ses voûtes.
La tour carrée se termine par un toit en bâtière.
Arcisse de Caumont signale des pierres tombales du XVIIIe siècle et une chaire de pierre.

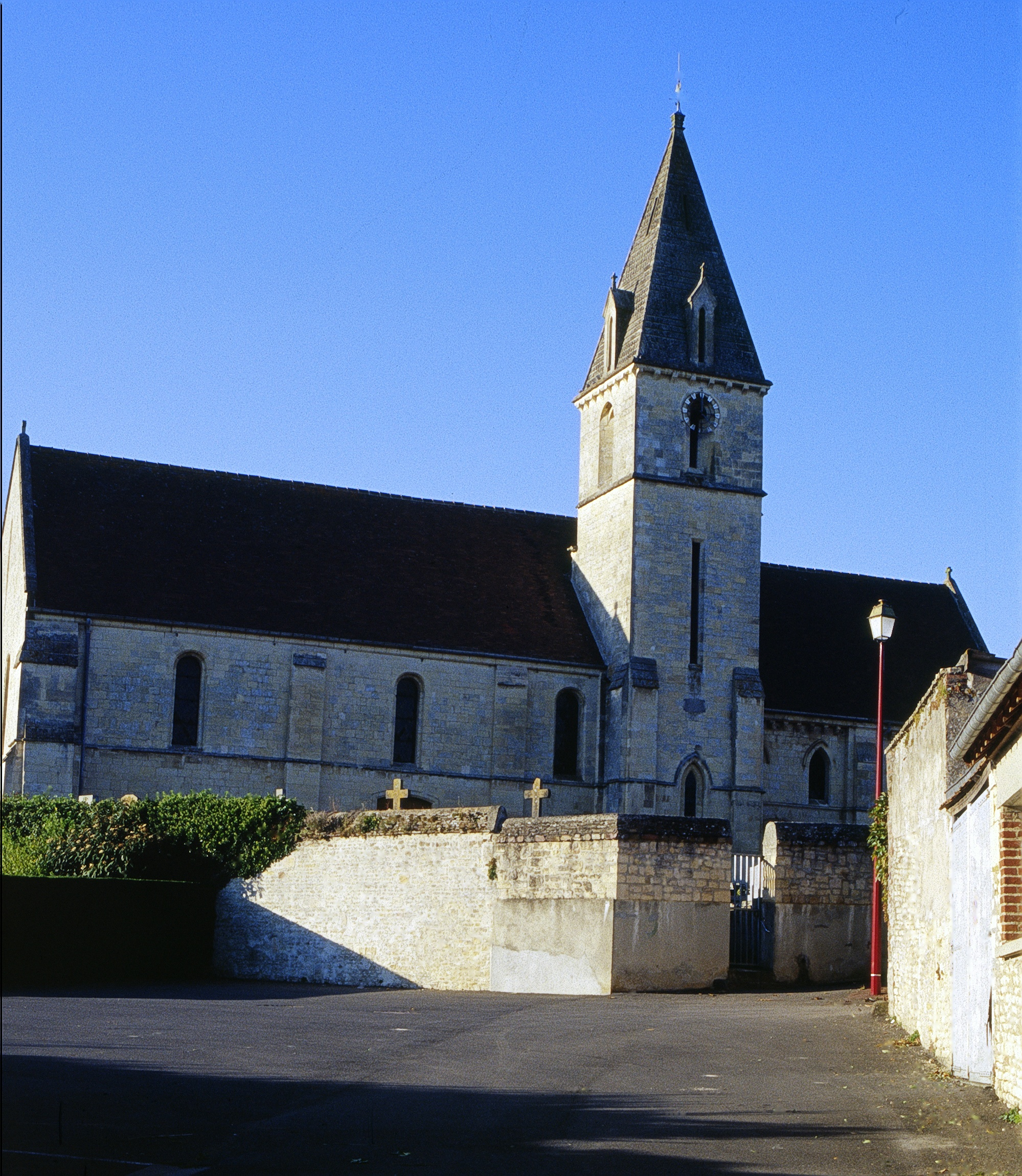
Vue extérieure.
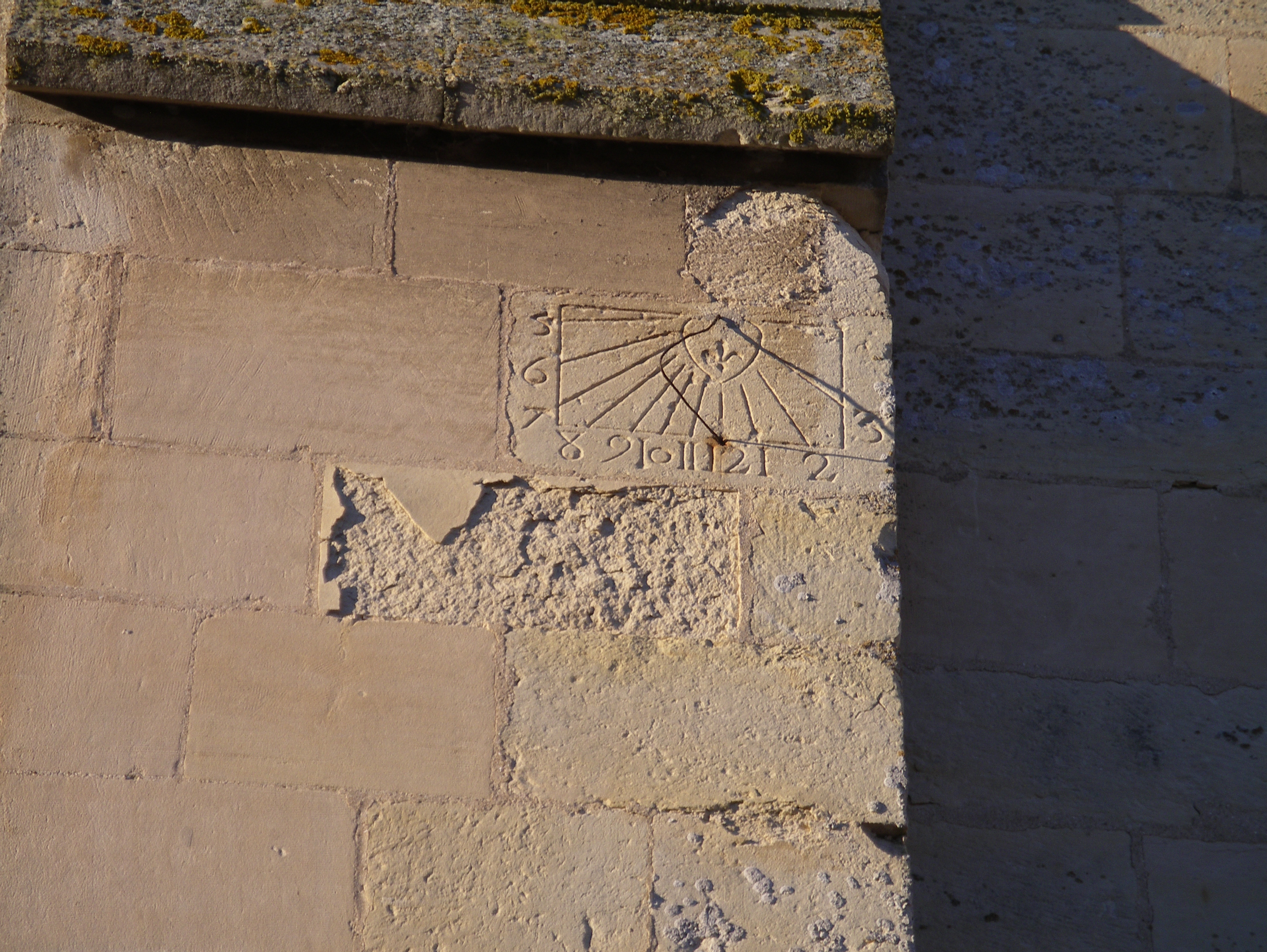
Cadran solaire.
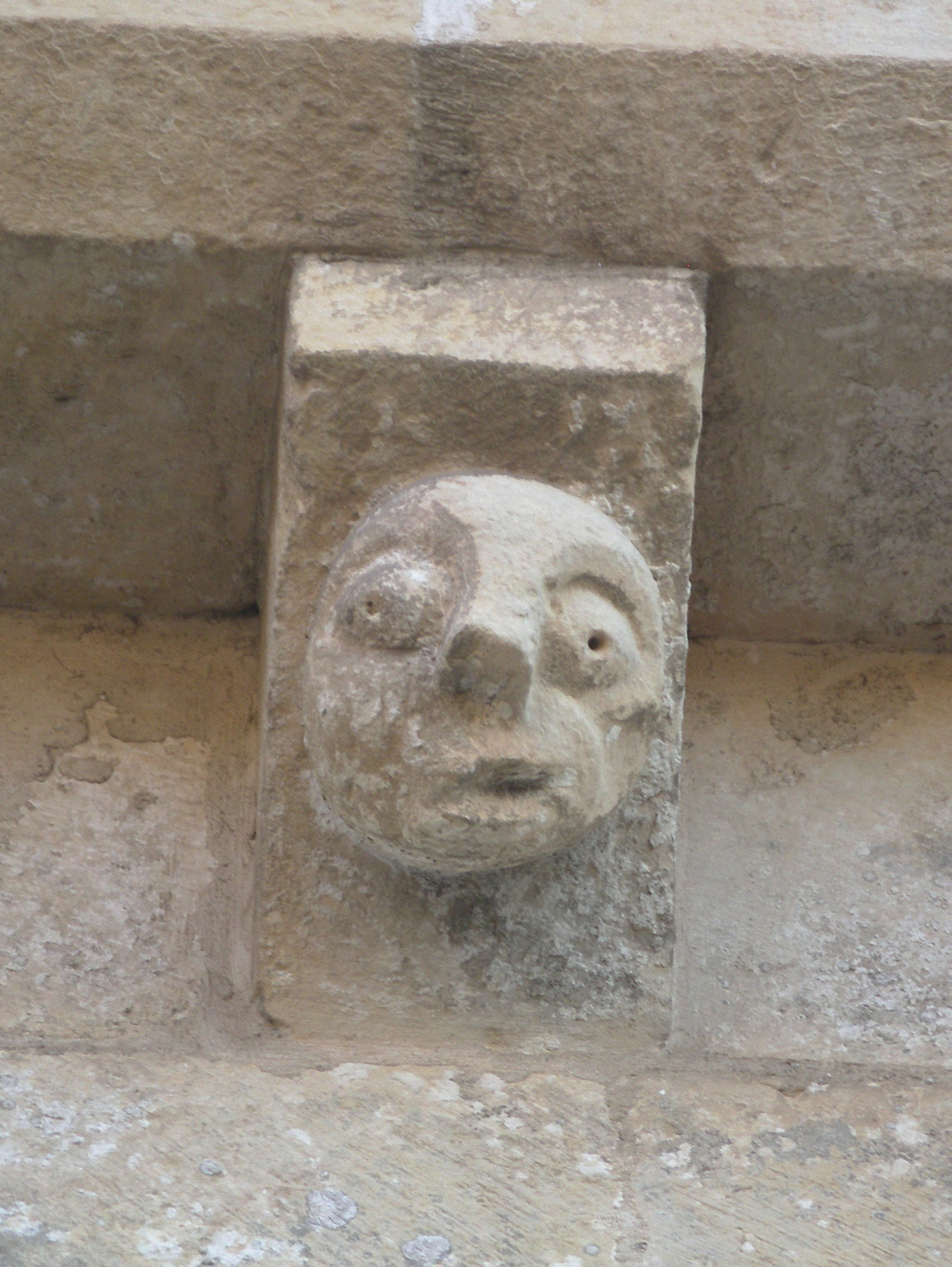
Modillon de l’église.
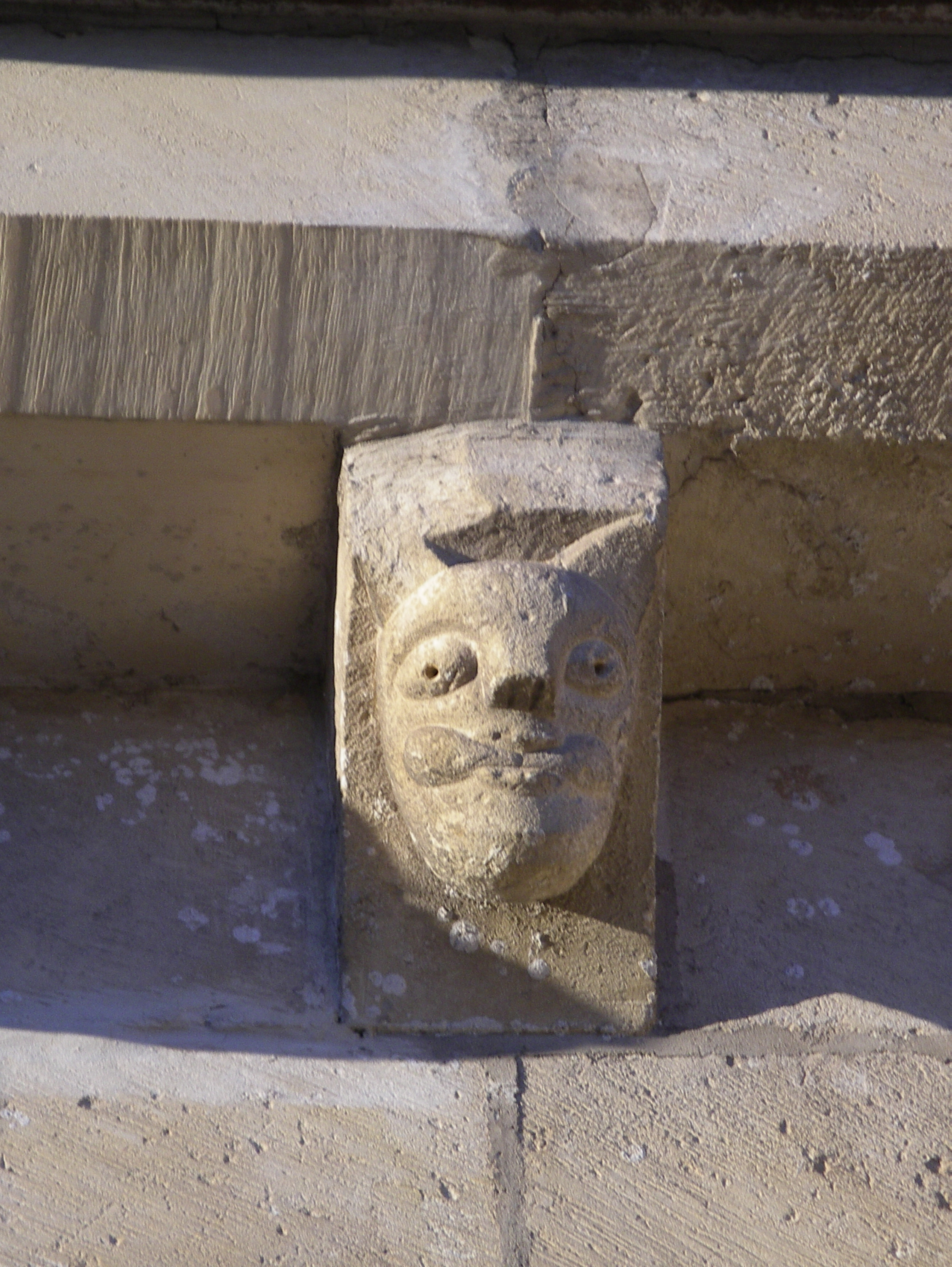
Autre modillon de l’église.